# Casaletto Ceredano
Casaletto Ceredano ist eine norditalienische Gemeinde (comune) mit 1135 Einwohnern (Stand 31. Dezember 2023) in der Provinz Cremona in der Lombardei. Die Gemeinde liegt etwa 37,5 Kilometer nordwestlich von Cremona an der Adda im Parco dell'Adda Sud und grenzt unmittelbar an die Provinz Lodi.